# Dagelijks bestuur
Het dagelijks bestuur is een uit het bestuur aangewezen groep personen die in de plaats van dat bestuur beslissingen nemen die geen of weinig uitstel verdragen.

## Verenigingen
Meestal bestaat het dagelijks bestuur uit de voorzitter, de secretaris en de penningmeester, soms aangevuld met een extra bestuurslid.
Het dagelijks bestuur is gemachtigd vanuit het bestuur. Dit is vastgelegd in een document, afhankelijk van de bestuursvorm (bijvoorbeeld bij een vereniging via een notaris in een akte vastgelegd statuut).
Het dagelijks bestuur is verantwoording schuldig aan het bestuur of aan een algemene ledenvergadering.
Om onregelmatigheden te voorkomen, moeten besluiten en betalingen vaak door twee bestuursleden worden ondertekend. Dit kan zijn vastgelegd in het huishoudelijk reglement.

## Staatkundig (Nederland)

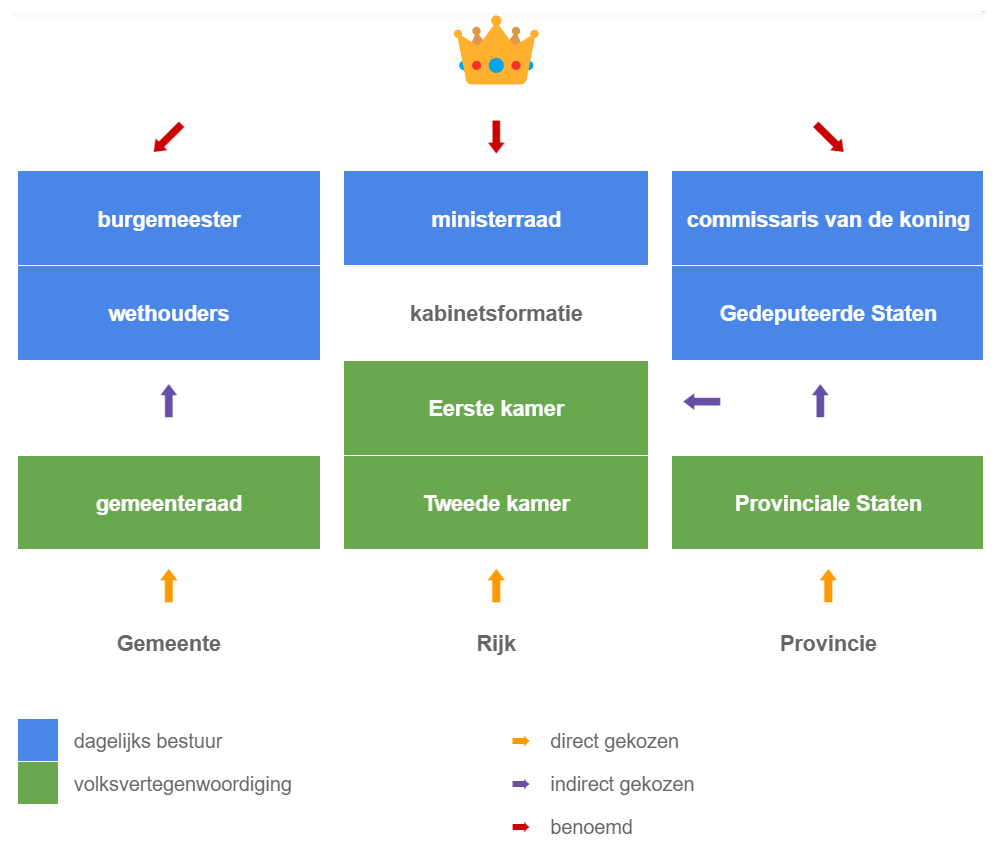
Schema politiek bestuur in Nederland

In een Nederlandse gemeente is het college van burgemeester en wethouders het dagelijks bestuur, zij legt verantwoording af aan de gemeenteraad. In een Nederlandse provincie is het college van Gedeputeerde Staten het dagelijks bestuur, zij legt verantwoording af aan Provinciale Staten. In een openbaar lichaam Bonaire, Sint Eustatius of Saba is het bestuurscollege het dagelijks bestuur, zij legt verantwoording af aan de eilandsraad. Het dagelijks bestuur van een Nederlands waterschap wordt gewoonweg 'dagelijks bestuur' genoemd en legt verantwoording af aan het algemeen bestuur.